# Almanach de Liège
L'Almanach de Liége ou Almanach Matthieu Lansbert (on retrouve aussi les orthographes Mathieu Laensberg, Lansberg, Lansbergh, ou encore Laensbergh) était une publication annuelle parue depuis le XVIIe siècle (la plus ancienne édition retrouvée date de 1626). Cette version principautaire dura jusqu'en 1792 moment des tribulations de la révolution liégeoise qui allaient mener à la fin définitive de la principauté de Liège. Il dévoilait les influences des astres sur le cours des choses humaines, tout en prodiguant des conseils pratiques, médicaux et ménagers, des histoires et des anecdotes sur les affaires du temps.

## Description
L'Almanach de Liège utilisait, pour certaines de ses prédictions, un style hiéroglyphique, à destination des illettrés, mais contenait aussi des textes à la fin de l'almanach, par exemple pour prédire les actions agricoles à accomplir en fonction des phases de la Lune.
Bizarrement malgré son contenu ésotérique et les esprits tatillons du moment, l'Almanach de Liège reçut l'assentiment des autorités tant religieuse que civile ce qui explique certainement son succès.
Au XVIIIe siècle, Sébastien Mercier estimait son tirage à soixante mille exemplaires. Une partie d'entre eux se voyait offrir une reliure de luxe et était adressée par les autorités de Liège, en guise d'étrennes, aux grands personnages des cours étrangères. 
De nombreux auteurs des Lumières et des périodes ultérieures le citent, dont Voltaire et Alexandre Dumas, comme émanation de l'obscurantisme.

« La plupart des prédictions étaient comme celles de l'Almanach de Liége. Un Grand mourra, il y aura des naufrages. Un Juge de Village mourait-il dans l'année ? C'était pour ce Village le Grand dont la mort était prédite : une barque de pêcheurs était-elle submergée ? Voilà les naufrages annoncés. 
(...) 
L'Almanach de Liège a dit qu'il viendrait un peuple du Nord qui détruirait tout ; ce peuple ne vient point ; mais un vent du Nord fait geler quelques vignes, c'est ce qui a été prédit par Matthieu Lansberg. Quelqu'un ose douter de son savoir ? Aussitôt les colporteurs le dénoncent comme un mauvais citoyen, et les astrologues le traitent même de petit esprit et de méchant raisonneur. »

Les Lumières vont alors vouloir profiter de sa large diffusion : « Les honnêtes gens qui lisent parfois Virgile, ou les Lettres provinciales, ne savent pas qu'on tire vingt fois plus d'exemplaires de l'Almanach de Liège et du Courrier boiteux que de tous les bons livres anciens et modernes ». Le Dictionnaire universel des sciences morale, économique, politique et diplomatique qui commence à paraître à Liège en 1777 préconisait de le transformer « en une sorte d'encyclopédie pratique qui éclairerait le peuple sur ses droits et devoirs et contribuerait ainsi à la libération morale ».
Le Matthieu Lansbergh fut ensuite, sous Guillaume d’Orange (1815-1830), un quotidien diffusant les idées libérales, puis unionistes de Paul Devaux, Joseph Lebeau, Charles Rogier et Firmin Rogier.
Aujourd’hui un Almanach de Liège est édité chaque année par Casterman.